# 리타니 작전

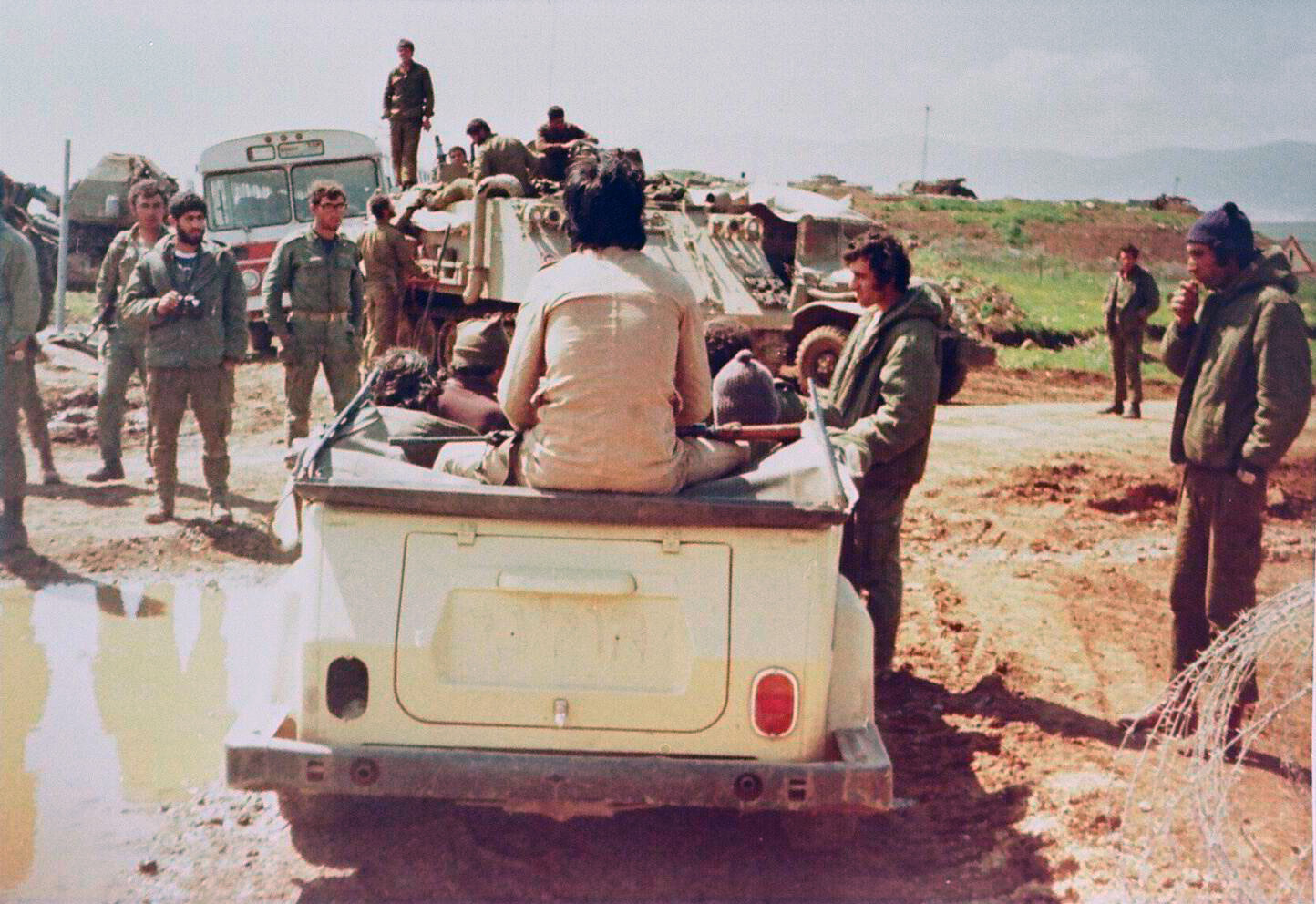

리타니 작전은 리타니강 북부에서 실시된 작전으로 작전목적은 남부 레바논의 PLO 게릴라들을 소탕하는 것이었다. 시리아도 남부 레바논의 PLO 겔라들 때문에 골머리를 앓고 있었으므로 이스라엘군이 리타니강만 넘지 않는다면 이스라엘군의 작전을 눈감아주는 암묵적 동의를 해준다.4차 중동전(욤 키푸르 전쟁)에서 적군의 대전차 미사일 공격 경험을 겪은 이스라엘군은 리타니 작전에서 보전합동작전으로 PLO 게릴라들의 대전차 공격을 제압하는 전술을 선보인다. 또 PLO가 T-34등 전차들도 보유하고 있었으므로 이스라엘군과 PLO의 전차 간에 전차전도 벌어졌지만 물론 PLO의 전차부대가 이스라엘군 전차부대의 상대가 될 수 없었다. 리타니 작전 기간 중 군인들 말고도 많은 민간인 사상자가 생기고 이스라엘에서도 PLO 게릴라들이 이스라엘 공공버스를 납치해 승객 38명이 죽는 참사가 일어나는 등 리타니 작전의 결과로 많은 민간인 사상자가 나자 유엔이 평화유지군을 파병하지만 분쟁의 당사자들은 UN 평화유지군은 가볍게 무시하고 치열한 전투를 계속 했으므로 UN 평화유지군마저도 적지 않은 사상자가 발생한다. 결국 남부 레바논에서의 PLO 소탕이라는 목적을 달성한 이스라엘은 팔랑헤 민병대와 남부 레바논군 같은 친이스라엘 성향의 병력들을 지원하여 남부 레바논에 친이스라엘 성향의 괴뢰정권을 만들어두고 돌아간다. 하지만 레바논의 문제는 거기서 끝나지 않아 갈릴리 평화작전이라고 불리는 이스라엘군의 레바논 침공으로 이어진다.

## 같이 보기
- 1982년 레바논 전쟁
- 2006년 레바논 전쟁
- 레바논의 역사
- 레바논 내전